# المجلة الجزائرية للهندسة والتكنولوجيا
المجلة الجزائرية للهندسة والتكنولوجيا هي مجلة بحثية دولية محكمة تهدف إلى تعزيز نظرية وممارسة التكنولوجيا والابتكار والهندسة.

## التعريف
المجلة الجزائرية للهندسة والتكنولوجيا هي مجلة علمية مفتوحة، وتخضع لمراجعة الاقران، ومتعددة التخصصات، نصف سنوية ومحكمة بالكامل تركز على النظريات والأساليب والتطبيقات في الهندسة والتكنولوجيا. تغطي المجلة الجزائرية للهندسة والتكنولوجيا جميع مجالات الهندسة والتكنولوجيا، وتنشر المقالات البحثية الأصلية المحكمة والملاحظات الفنية.
جميع البحوث في المجلة متاحة مجانًا مع محتوى نصي كامل. المجلة مفهرسة في عدة قواعد بيانات أكاديمية.

## التاريخ
تم إنشاء المجلة سنة 2019 من طرف عبد الكريم ربيعي وقد كان أستاذ بقسم هندسة الطرائق والبتروكيمياء، بجامعة الوادي، وهو من يشغل رئيس التحرير. المجلة تصدر بكلية التكنولوجيا.

## موضعات المجلة
تهتم المجلة بجميع فروع الهندسة والتكنولوجيا وتطبيقاتهم في الأعمال والصناعة وغيرها من الموضوعات.
تشمل الموضوعات التي تغطيها المجلة على سبيل المثال لا الحصر:
- الهندسة الزراعية
- هندسة الطيران
- هندسة الكيمياء الحيوية
- هندسة كيميائية
- الهندسة المدنية والإنشائية
- هندسة اتصالات
- هندسة الحاسوب
- هندسة التآكل
- تعدين البيانات والمعلوماتية الحيوية
- التصميم الهندسي
- الهندسة الكهربائية
- الهندسة الإلكترونية
- هندسة بيئية
- الهندسة الغذائية
- الهندسة الوراثية
- الهندسة الهيدروليكية
- الهندسة الميكانيكية
- هندسة المعرفة والتنقيب في البيانات
- هندسة المواد
- ميكاترونكس
- هندسة التعدين
- الهندسة الجزيئية
- هندسة النانو
- الهندسة النووية
- هندسة النفط
- الهندسة البصرية
- هندسة السلامة

## الفهرسة والارشفة
تم فهرسة المجلة وارشفتها بواسطة:
- PKP Index
- ROAD
- Elektronische Zeitschriftenbibliothek
- German Union Catalogue of Serials
- Index Copernicus
- Google Scholar
- Idealonline
- Asos İndeks
- Platform for Algerian Scientific Journals
- BASE: Bielefeld Academic Search Engine
- Neliti - Indonesia's Research Repository